# Coprinellus heterosetulosus
Coprinellus heterosetulosus là một loài nấm trong họ Psathyrellaceae. Nó mang tên hiện tại năm 2001.